# Edith Fellows
Pour les articles homonymes, voir Fellows.
Edith Fellows est une actrice américaine née le 23 mai 1923 à Boston (Massachusetts) et morte le 26 juin 2011 à Los Angeles. Elle est l'une des enfants-stars des années 1930.
Actrice expressive avec une bonne voix chantante, elle est surtout connue pour ses rôles d'orphelines et de gamines des rues.

## Biographie
Unique enfant de Willis et Harriet Fellows, sa mère l'a abandonnée quelques mois après sa naissance. À l'âge de deux ans, elle déménage en Caroline du Nord avec son père et sa grand-mère paternelle.
Elle fait ses débuts à l'écran en 1929, à l'âge de cinq ans, dans le court métrage Movie Night de Charley Chase. Son premier rôle crédité dans un long métrage est Le Cavalier de la vallée de la Mort (The Rider of Death Valley) en 1932. En 1935, elle est déjà apparue dans plus de vingt films. Sa performance face aux stars Claudette Colbert et Melvyn Douglas dans Mon mari le patron (She Married Her Boss) lui vaut en 1935 de signer un contrat de sept ans avec les studios Columbia Pictures, premier contrat de ce type offert à un enfant.
Dans les années 1940, sa carrière d'actrice est interrompue par de graves problèmes personnels, sa propre vie devenant plus « dickensienne » que les personnages qu'elle joue à l'écran. Elle fait son retour dans les années 1980 avec des rôles sporadiques dans des séries télévisées. Entre 1929 et 1995, elle est apparue dans plus de soixante-dix films et programmes de télévision.

## Filmographie partielle

### Années 1920
- 1929 : Movie Night de Charley Chase (court-métrage) : The Chase Daughter
- 1929 : Madame X : enfant au spectacle de marionnettes (non créditée)

### Années 1930
- 1930 : Shivering Shakespeare (court-métrage)  : fillettes effrayées par l'éléphant
- 1931 : La Ruée vers l'Ouest (Cimarron) : (non créditée)
- 1931 : Papa longues jambes (Daddy Long Legs) : orpheline (non créditée)
- 1931 : Huckleberry Finn : écolière (non créditée)
- 1931 : Wicked d'Allan Dwan : enfant (non créditée)
- 1932 : Mes petits (Emma) : enfant tzigane (non créditée)
- 1932 : Le Cavalier de la vallée de la Mort (The Rider of Death Valley) : Betty Joyce
- 1932 : Grand Cœur (Divorce in the Family) : la fillette au cerf-volant (non créditée)
- 1932 : Once in a Lifetime : la fillette aux fleurs dans la scène du mariage (non créditée)
- 1932 : Birthday Blues (court-métrage) : la fillette avec un fil dans la bouche
- 1932 : Les Chevaliers de la loi (Law and Lawless) : Betty Kelley
- 1932 : Un meurtre chez les pingouins (Penguin Pool Murder) : la fillette à l'Aquarium (non créditée)
- 1933 : Fra Diavolo (The Devil's Brother) - fillette (non créditée)
- 1933 : Mush and Milk (court-métrage) : orpheline
- 1933 : The Power and the Glory : écolière (non créditée)
- 1933 : La Dame sans logis (Girl Without a Room) : enfant (non créditée)
- 1934 : Deux tout seuls (Two Alone) : la fille de Rogers (non créditée)
- 1934 : Tendresse (This Side of Heaven) : Felicia, la fille du pasteur (non créditée)
- 1934 : Le Calvaire de Flora Winters (The Life of Vergie Winters) : la figurante dans la séquence de 1910 (non créditée)
- 1934 : Deux amours (Cross Streets) : la petite sœur
- 1934 : Suprême Enjeu (His Greatest Gamble) : Alice enfant
- 1934 : Jane Eyre : Adele Rochester
- 1934 : She Was a Lady : enfant (non créditée)
- 1934 : Mrs. Wiggs of the Cabbage Patch : Australia Wiggs
- 1934 : Kid Millions : la fillette dans le numéro de la glace (non créditée)
- 1935 : Furie noire (Black Fury) : Agnes Shemanski (non créditée)
- 1935 : Dinky : Sally
- 1935 : Savoir aimer (Keeper of the Bees) : Jean Marie Meredith / la petite scout
- 1935 : Mon mari le patron (She Married Her Boss : Annabel Barclay
- 1935 : L'Evadé (One-Way Ticket) : Ellen
- 1936 : Deux Enfants terribles (And So They Were Married) : Brenda Farnham
- 1936 : Tugboat Princess : 'Princesse' Judy
- 1936 : La Chanson à deux sous (Pennies From Heaven) : Patsy Smith
- 1937 : Life Begins with Love de Ray McCarey : Dodie Martin
- 1938 : Un amour de gosse (Little Miss Roughneck) d'Aubrey Scotto : Foxine LaRue
- 1938 : City Streets (en) d'Albert S. Rogell  : Winnie Brady
- 1938 : Petite Miss Casse-Cou (The Little Adventuress) de D. Ross Lederman : Pinky Horton
- 1939 : Five Little Peppers and How They Grew (en) de Charles Barton : Polly Pepper
- 1939 : Pride of the Blue Grass (en) de William C. McGann : Midge Griner

### Années 1940
- 1940 : Musique dans mon cœur (Music in My Heart) : Mary
- 1940 : Five Little Peppers at Home : Polly Pepper
- 1940 : Out West with the Peppers : Polly Pepper
- 1940 : Five Little Peppers in Trouble : Polly Pepper
- 1940 : Nobody's Children : Pat
- 1940 : Her First Romance : Linda Strong
- 1941 : Son premier baiser (Her First Beau) : Milly Lou
- 1942 : Girls' Town : Sue Norman
- 1942 : Sérénade à Rio Grande (Heart of the Rio Grande) : Connie Lane
- 1942 : Stardust on the Sage : Judy Drew
- 1942 : Criminal Investigator : Ellen Grey

### Années 1960 à 1980
- 1964 : Lilith : la patiente (non créditée)
- 1965 : Mirage : rôle mineur (non créditée)
- 1982 : Between Two Brothers (téléfilm) : la femme de la victime
- 1983 : Grace Kelly (téléfilm) : Edith Head
- 1983 : Happy Endings (téléfilm)
- 1984  : Riptide saison 2 épisode 10 - Une chance inespérée (série) : Helen Howell
- 1985 : La colline a des yeux 2 (The Hills Have Eyes Part II) : Mme Wilson
- 1987 : In the Mood : Dorothy Long, la mère de Judy